# ホーコン4世 (ノルウェー王)

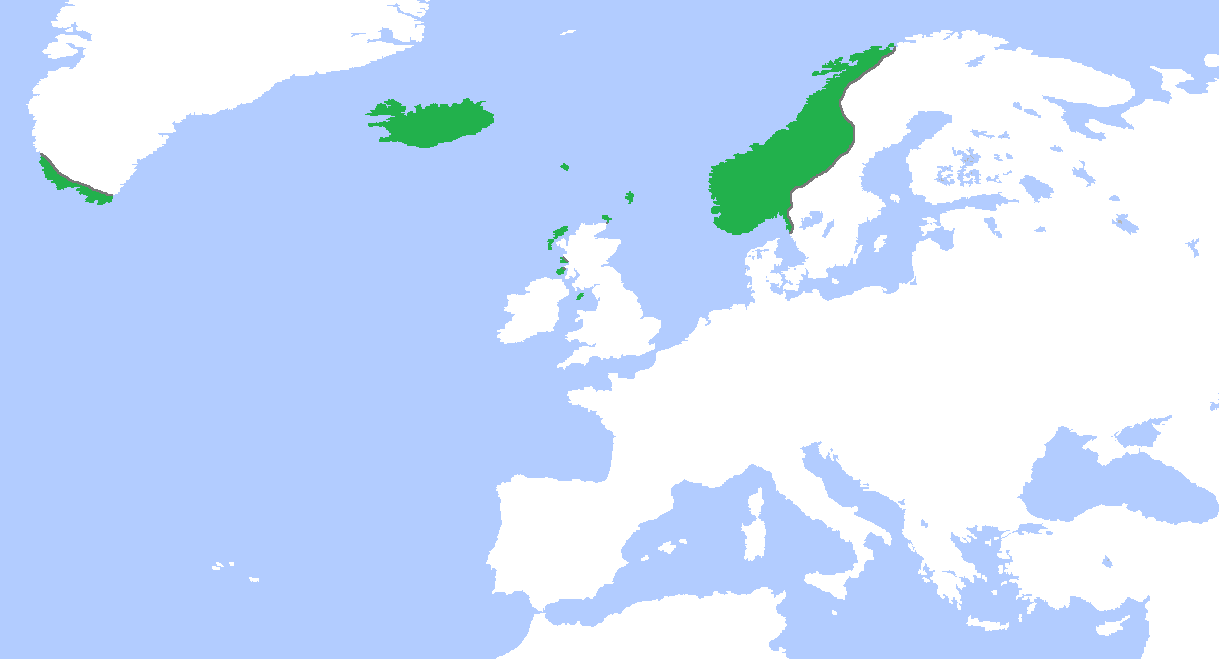
ノルウェー王国の最盛期

ホーコン4世ホーコンソン（Håkon IV Håkonsson, 1204年 - 1263年12月15日）は、ノルウェーの国王（在位：1217年 - 1263年）。ホーコン3世の子。老王（Gamle）と呼ばれる。ノルウェー王国の最盛期を築き上げ、ノルウェーにおいて最も偉大な王といわれる。

## 生涯
1204年、父ホーコン3世が反対派に暗殺された後に誕生した。1217年、貴族たちに擁されて即位した。翌年には父の代から続いていた内紛を収めることに成功する。父と違って聡明な人物であり、親政後は旧貴族を廃し、農民を上層基礎に内政を確立、法慣習を成文化し、殺人、人妻略奪、フェーデ（親族による血の復讐）を禁じるなど、豪族支配によるノルウェーの古い社会秩序に打撃を加えた。また王室の顧問会議機関を設立して王権強化を進めたり、嫡子による相続法を制定（1260年）などして国内体制を磐石なものとした。
対外的には、1217年にイングランド王ヘンリー3世と両国の歴史上で最古のものとされている通商条約を締結し、ノルウェーからは特産品の塩漬けの鰊や干し魚といった海産物や木材などを輸出し、イングランド王国からは穀物、武器、毛織物を輸入するといった通商で国は繁栄する。1247年にはローマ教皇使節団より王冠を授けられる。1250年にはハンザ同盟と通商条約を締結し、更なる繁栄をもたらした一方で、その結果ドイツ諸都市がノルウェーの商業上の主権を握ることとなった。
軍事面においては、貿易で蓄えた財を使って積極的な領土拡大を行い、最盛期にはスカンディナヴィア半島の3分の2、アイスランド、グリーンランド、マン島、スコットランドの領土の一部を支配し、一時は北海の覇権を握ることに成功した。1241年のアイスランドの政治家スノリ・ストゥルルソンの暗殺にも関わっている。しかし、これらの大規模な遠征や、アイスランド、グリーンランドなどの新領土における開拓、国内各地に大聖堂や多数の修道院の建設、西欧文物の翻訳作業など、これらの大事業のために治世の末期には深刻な財政難を招いてしまった。
ホーコン4世の晩年は、財政難による国力の低下は国内の外国商人の台頭による物価騰貴なども発生した。さらに北海諸島の領有権をめぐってスコットランド王国と対立し、1262年にヘブリディーズ諸島が攻撃を受けると、ホーコン4世は問題解決のため老体を押してスコットランドへ向けて親征を決意する。1263年末、200隻の船と1万5000人で構成される大軍でスコットランドへ向かったが、スコットランド海岸周辺で嵐に遭い、ノルウェー艦隊は大打撃を受けた。それはローモンド湖へ向け40隻の船が陸上を引きずられるほどだったという。それでもなんとかスコットランドに上陸したが、ラーグズの戦いにおいてスコットランド王アレグザンダー3世が率いるスコットランド軍の前に大敗した。戦いの後、悪天候の中でノルウェーおよびマン島同盟軍はオークニー諸島まで撤退することを強いられた。カークウォールに到着後、ホーコン4世は司教館にて、翌年夏にスコットランド遠征を再開するまで冬をオークニーで越すことを決めた。しかしホーコン4世が病に倒れ、1263年12月15日に急死したことで、再遠征はされなかった。これによってヘブリディーズ諸島を失い、ホーコン4世の死後は王国は急速に衰退していくこととなった。

## 人物
- 生涯を政治と戦争に費やした一方で、芸術に対しての造詣は深く、「トリスタンとイゾルデ」をはじめ、多くの物語をノルウェー語に翻訳させている。

## 子女
愛妾カンガ・ウンゲ（Kanga Unge）との間に1男1女の庶子を儲けた。
- シグル（? - 1254年）
- セシリア（? - 1248年） - 1241年にグレゴリウス・アンドレッソンと結婚、1248年にマン島の王ハーラル（1248年没）と結婚。

1225年に、ヤール・スクーレ・ボルドッソン（en）の娘マルグレーテと結婚した。
- オーラヴ（1226年生） - 早世
- ホーコン（1232年 - 1257年） - 1251年にスウェーデンのビルイェル・ヤールの娘リキサと結婚。父に先立ち早世。
- クリスティーナ（1234年 - 1262年） - 1258年にカスティーリャ王子フェリペ（フェルナンド3世の子）と結婚。
- マグヌス6世（1238年 - 1280年） - ノルウェー王